# Yoduro de amonio
Yoduro de amonio es un compuesto químico con formula NH4I. Se utiliza en fotografía de productos químicos y algunos medicamentos. Es fácilmente soluble en agua, por lo que se cristaliza en cubos. También es soluble en etanol. Poco a poco se vuelve amarillo con la humedad ambiental, debido a la descomposición libera yodo.
Es una sustancia explosiva en forma de cristales, de color violeta, y de mal olor.

## Preparación
El método principal de laboratorio consiste en la reacción del amonio anhidro o el hidróxido de amonio con ácido yodhidrico o yoduro de hidrógeno gaseoso.
NH3 + HI → NH4I
NH4OH + HI → NH4I + H2O
Se fabrica vertiendo amoníaco sobre yodo en polvo , el cual se deja remojar hasta que se detecte la formación de pequeños cristales de color violeta. Esos cristales se filtran con mucho cuidado y se guardan en un recipiente hermético, lejos de la acción de la temperatura y la humedad ambiental.[cita requerida]

## Usos
Es utilizado preferentemente como explosivo de iniciación, pues es muy inestable y la liberación de energía térmica es muy baja.

## Precauciones
Es una sustancia muy inestable. No debe ser sometido a los efectos del calor, humedad o roce. Al estallar, emite una nube de color violeta, correspondiente a yodo gaseoso, el cual es altamente reactivo y tóxico para la salud. en la superficie en que toque, dejará una mancha de color marrón café. No debe ser inhalado.